# لا ترونش
لا ترونش (بالإنجليزية: La Tronche)‏ هي بلدية تقع في أقليم إزار جنوب شرقي فرنسا. وتقع المدينة في سهل محاذ لجبل «راشي» وتفصل بين هذا الجبل ونهر ازار وترتفع 220 مترا فوق سطح البحر. ويبلغ عدد سكان المدينة حسب إحصائيات 1999 6454 نسمة.

## أعلام
- أدريان دوادي
- فرنسيسكو سيبيدا
- غريغوري لومارشال
- إرنست إيبرت
- إيزابيل كولين دوفريسن
- فيليب ستريف
- اندريه دوفور
- برونو سابي